# Malabaila dasyantha
Malabaila dasyantha är en flockblommig växtart som först beskrevs av C.Koch, och fick sitt nu gällande namn av Aleksandr Alfonsovitj Grossgejm. Malabaila dasyantha ingår i släktet Malabaila och familjen flockblommiga växter. Inga underarter finns listade i Catalogue of Life.